# 제72회 아카데미상
제72회 아카데미상은 2000년 3월 26일에 열린 시상식이다. LA 슈라인 오디토리움에서 개최되었으며 사회자는 빌리 크리스탈이다.

## 후보 및 수상

### 작품상
- 아메리칸 뷰티 - 브루스 코헨 외 1명 수상
- 사이더 하우스 - 라세 할스트롬
- 그린 마일 - 프랭크 다라본트
- 인사이더 - 마이클 만
- 식스 센스 - M. 나이트 샤말란

### 남우주연상
- 아메리칸 뷰티 - 케빈 스페이시 수상
- 인사이더 - 러셀 크로우
- 스트레이트 스토리 - 리처드 판스워드
- 스윗 앤 로다운 - 숀 펜
- 허리케인 카터 - 덴젤 워싱턴

### 여우주연상
- 소년은 울지 않는다 - 힐러리 스웽크 수상
- 아메리칸 뷰티 - 아네트 베닝
- 텀블위즈 - 자넷 맥티어
- 엔드 오브 어페어 - 줄리안 무어
- 뮤직 오브 하트 - 메릴 스트립

### 남우조연상
- 사이더 하우스 - 마이클 케인 수상
- 매그놀리아 - 톰 크루즈
- 그린 마일 - 마이클 클락 던칸
- 리플리 - 주디 로우
- 식스 센스 - 할리 조엘 오스먼트

### 여우조연상
- 처음 만나는 자유 - 안젤리나 졸리 수상
- 식스 센스 - 토니 콜렛
- 존 말코비치 되기 - 캐서린 키너
- 스윗 앤 로다운 - 사만다 모튼
- 소년은 울지 않는다 - 클로에 세비니

### 감독상
- 아메리칸 뷰티 - 샘 멘데스 수상
- 존 말코비치 되기 - 스파이크 존즈
- 사이더 하우스 - 라세 할스트롬
- 인사이더 - 마이클 만
- 식스 센스 - M. 나이트 샤말란

### 각본상
- 아메리칸 뷰티 - 앨런 볼 수상
- 존 말코비치 되기 - 찰리 카우프만
- 매그놀리아 - 폴 토마스 앤더슨
- 식스 센스 - M. 나이트 샤말란
- 뒤죽박죽 - 마이크 리

### 각색상
- 사이더 하우스 - 존 어빙 수상
- 일렉션 - 알렉산더 페인
- 그린 마일 - 프랭크 다라본트
- 인사이더 - 에릭 로스
- 리플리 - 안소니 밍겔라

### 촬영상
- 아메리칸 뷰티 - 콘라드 L. 홀 수상
- 엔드 오브 어페어 - 로저 프래트
- 인사이더 - 단테 스피노티
- 슬리피 할로우 - 엠마누엘 루베즈키
- 삼나무에 내리는 눈 - 로버트 리처드슨

### 편집상
- 매트릭스 - 자크 스탠버그 수상
- 아메리칸 뷰티 - 터릭 앤워
- 사이더 하우스 - 리사 제노 커진
- 인사이더 - 윌리엄 골든버그
- 식스 센스 - 앤드류 몬드쉐인

### 미술상
- 슬리피 할로우 - 릭 하인리츠 수상
- 애나 앤드 킹 - 루치아나 아리기
- 사이더 하우스 - 데이비드 그롭먼
- 리플리 - 로이 워커
- 뒤죽박죽 - Eve Stewart

### 의상상
- 뒤죽박죽 - 린디 헤밍 수상
- 애나 앤드 킹 - 제니 비번
- 슬리피 할로우 - 콜린 엣우드
- 리플리 - 앤 로스
- 타이투스 - 밀레나 카노네로

### 분장상
- 뒤죽박죽 - Christine Blundell 수상
- 오스틴 파워 2 - 나를 쫓아온 스파이 - Michele Burke
- 바이센테니얼 맨 - 그래그 캐놈
- 라이프 - 릭 베이커

### 음악상
- 레드 바이올린 - 존 코릴리아노 수상
- 아메리칸 뷰티 - 토머스 뉴먼
- 안젤라스 애쉬스 - 존 윌리엄스
- 사이더 하우스 - 레이첼 포트먼
- 리플리 - 가브리엘 야리드

### 주제가상
- 타잔 - 필 콜린스 수상
- 사우스 파크 - 트레이 파커
- 뮤직 오브 하트 - Dianne Warren
- 매그놀리아 - Aimee Mann
- 토이 스토리 2 - 랜디 뉴먼

### 음향편집상
- 매트릭스 - 데인 A. 데이비스 수상
- 파이트 클럽
- 스타 워즈 에피소드 1 - 보이지 않는 위험 - 밴 버트

### 음향믹싱상
- 매트릭스 - 데인 A. 데이비스 수상
- 그린 마일 - 토머스 뉴먼
- 인사이더 - Lisa Gerrard
- 미이라 - 제리 골드 스미스
- 스타 워즈 에피소드 1 - 보이지 않는 위험 - 밴 버트

### 시각효과상
- 매트릭스 - 오웬 패터슨 수상
- 스타 워즈 에피소드 1 - 보이지 않는 위험 - Doug Chiang
- 스튜어트 리틀 - 빌 브라제스키

### 외국어영화상
- 내 어머니의 모든 것 - 페드로 알마도바르 수상
- 동쪽 서쪽 - 레지스 와그니어
- 히말라야 지도자의 어린 시절 - 에릭 발리
- 솔로몬과 개너 - 폴 모리슨
- 언더 더 선 - 콜린 너틀리

### 단편애니메이션상
- 노인과 바다 - Aleksandr Petrov 수상
- 험드럼 - Peter Peake
- My Grandmother Ironed the King's Shirts - Torill Kove
- Three Misses - Paul Dreissen
- When the Day Breaks - Amanda Forbis

### 단편영화상
- My Mother Dreams the Satan's Disciples in New York - Barbara Schock 수상
- Bror, min bror - Henrik Ruben Genz
- Killing Joe - Mehdi Norowzian
- Kleingeld - Marc-Andreas Bochert
- Major and Minor Miracles - Marcus Olsson

### 장편다큐멘터리상
- 원 데이 인 셉템버 - 케빈 맥도널드 수상
- 부에나 비스타 소셜 클럽 - 빔 밴더스
- Genghis Blues - Roko Belic
- On the Ropes - Nanette Burstein
- Speaking in Strings - Paola di Florio

### 단편다큐멘터리상
- King Gimp - William A. Whiteford 수상
- Eyewitness - Bert Van Bork
- The Wildest Show in the South: The Angola Prison Rodeo - Simeon Soffer

### 공로상
- 안제이 바이다 수상

### 어빙 탤버그 상
- 워런 비티 수상

### 고든 소이어 상
- Roderick T. Ryan 수상

## 같이 보기
- 제6회 미국 배우 조합상
- 제20회 골든 래즈베리상
- 제53회 영국 아카데미 영화상
- 제57회 골든 글로브상